# Железна
Железна (болг. Железна) — село в Болгарии. Находится в Монтанской области, входит в общину Чипровци. Население составляет 332 человека.

## Политическая ситуация
В местном кметстве Железна, в состав которого входит Железна, должность кмета (старосты) исполняет Живко Фидосиев Петков (Движение за социальный гуманизм (ДСХ)) по результатам выборов.
Кмет (мэр) общины Чипровци — Захарин Иванов Замфиров (Земледельческий союз Александра Стамболийского (ЗСАС)) по результатам выборов.